# Gervais (Oregon)
Gervais – miasto w Stanach Zjednoczonych, w stanie Oregon, w hrabstwie Marion.